# Референдум в Южной Осетии (2017)
Референдум в Южной Осетии (2017) — референдум, который прошёл в частично признанной Южной Осетии 9 апреля 2017 года в один день с выборами президента.

## История
В декабре 2015 года, вскоре после открытия «аланских ворот» в Магасе, столице Ингушетии, Леонид Тибилов высказался за переименование Южной Осетии в «Государство Алания».
6 февраля 2017 года президент Южной Осетии Леонид Тибилов подписал указ о проведении референдума об изменении в Конституции страны названия государства на «Республика Южная Осетия — Государство Алания», что по его мнению, поможет избежать впоследствии проблем и затрат, которые возможны бы были в случае полного отказа от нынешнего названия.
9 апреля 2017 года в Южной Осетии одновременно с выборами президента прошёл референдум об изменении названия государства.

## Реакция
ООН По словам официального представителя генсека ООН Стефана Дюжаррика, прошедшие выборы рассматриваются всемирной организацией как односторонние действия, способные подорвать переговорный процесс в Женеве и негативно повлиять на ситуацию в регионе. 
 Южная Осетия Анатолий Бибилов, избранный (в один день с проведением референдума) президентом Республики Южная Осетия: «Я и сейчас остаюсь сторонником того, что Южная Осетия должна была называться Республика Южная Осетия — Алания. Но в то же самое время мы прекрасно понимаем, что голосовали за слово «Алания». Поэтому тут уже ничего мы против делать не будем. Будем проводить круглые столы, конференции в этом направлении, но на сегодня какое решение принял народ, такое решение и будет претворено в жизнь».
 Грузия Премьер-министр Грузии Георгий Квирикашвили: «Мы призываем международное сообщество, объединенными усилиями противостоять провокационным действиям Российской Федерации, помешать посягательству на территориальную целостность суверенных государств и внедрению практики незаконной аннексии, которая подрывает стабильность региона и международную систему, основанную на демократических ценностях».
 США Государственный департамент США осудил проведение референдума: «Незаконные выборы и референдум будут проведены на грузинской территории без согласия правительства Грузии. Соединенные Штаты полностью поддерживают территориальную целостность Грузии и её суверенитет в пределах её международно признанных границ. Наша позиция по Абхазии и Южной Осетии — ясна и постоянна. Эти регионы — составные части Грузии»
 Европейский союз в своём заявлении от 8 апреля 2017 объявил, что не признает назначенные на 9 апреля «т.н. президентские выборы и референдум в связи с изменением названия Цхинвальского региона Грузии», подтвердил, что «поддерживает мирное урегулирование конфликта в Грузии, в том числе посредством сопредседателей международных Женевских переговоров, а также мониторинговой миссии ЕС» и подтвердил свою приверженность «территориальной целостности Грузии в её международно признанных границах».